# Kathedrale von Lanciano

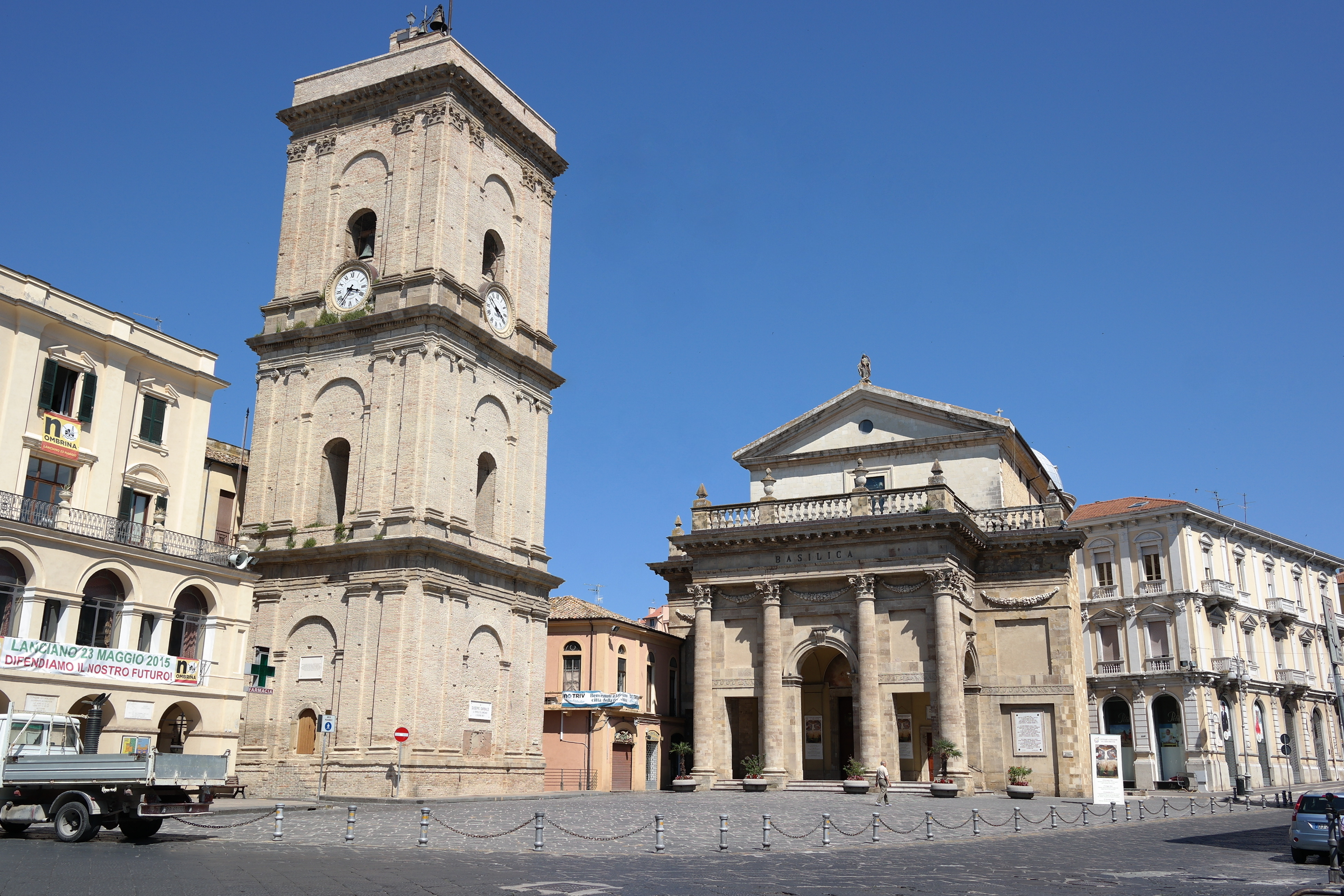
Kathedrale von Lanciano mit Campanile

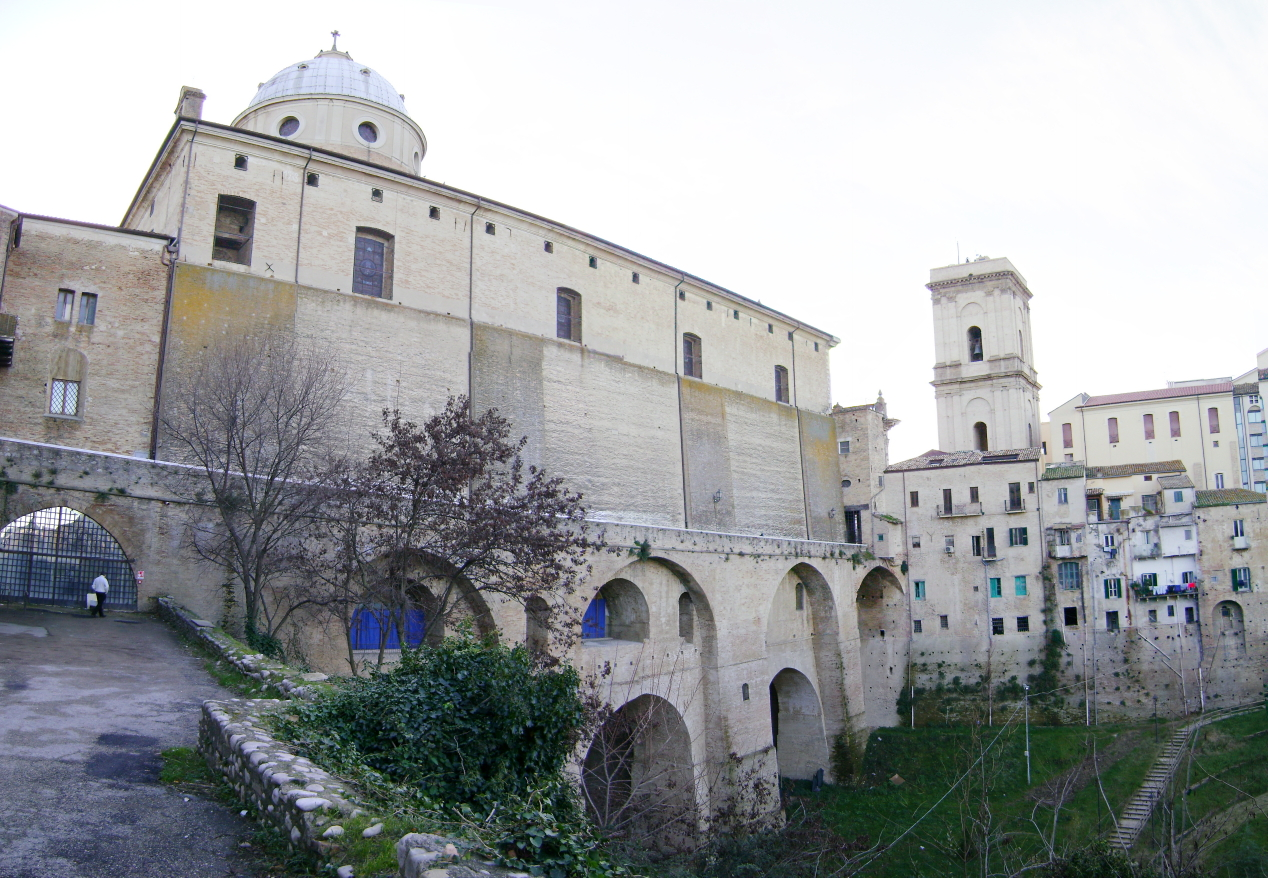
Seitenansicht mit Brücke

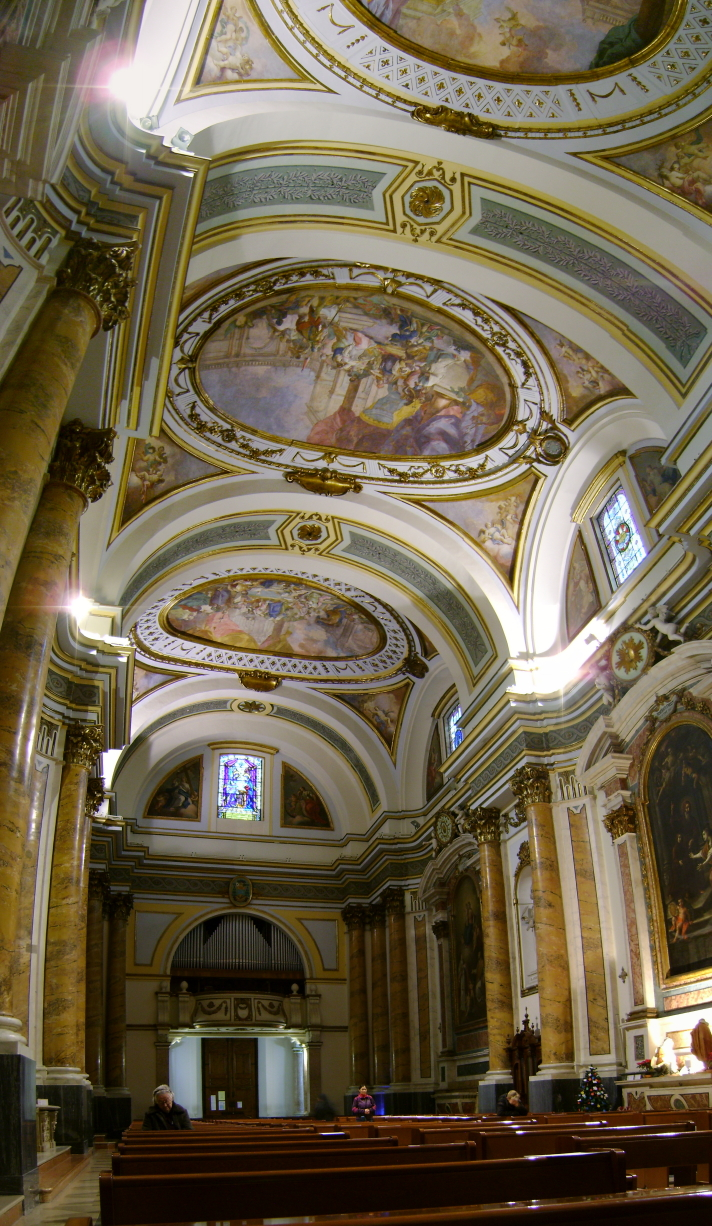
Innenraum

Die Kathedrale von Lanciano oder die Kathedrale Madonna del Ponte ist eine Kirche in Lanciano in der italienischen Provinz Chieti. Die Kathedrale des Erzbistums Lanciano-Ortona ist der Gottesmutter Maria als Santa Maria del Ponte (dt.: Heilige Maria der Brücke) geweiht. Sie hat den Rang einer Basilica minor und wurde 1902 als Nationaldenkmal ausgewiesen.

## Geschichte
Die Besonderheit dieser Kirche liegt in ihrer Errichtung auf drei Bögen einer römischen Brücke, die unter Diokletian gebaut wurde. Im Jahre 1088 war während der Wiederaufbauarbeiten auf der Brücke nach einem Erdbeben eine Statue der Madonna mit dem Kind entdeckt worden, die den Namen Madonna der Brücke erhielt. Die Statue war eine byzantinische Ikone aus dem 8. Jahrhundert, die wahrscheinlich während des Ikonoklasmus in einem Bogen der Brücke versteckt wurde. Die Bürger von Lanciano beschlossen 1389, eine Kirche zu Ehren der Madonna zu errichten. Sie hieß zunächst Oratorio di Maria Santissima del Ponte (dt.: Oratorium der Allerheiligsten Maria von der Brücke) und wurde später in Santa Maria delle Grazie (dt.: Heilige Maria der Gnaden) umbenannt. Etwa 1610 wurde der heutige Campanile als Bürgerturm von Tommaso Sotardo aus Mailand links vor dem Eingang errichtet und erhielt später fünf Glocken.
Im 18. Jahrhundert wurde der Vorgängerbau abgerissen und die Kathedrale nach einem Entwurf von Carlo Fantoni unter der Leitung von Eugenio Micchitelli völlig neu errichtet, wobei die durch die Brücke bedingten Abmessungen ähnlich blieben. Ihre Fassade wurde 1819 begonnen, aber der obere Teil nie fertiggestellt. Im Februar 1909 erhob Papst Pius X. die Kirche in den Status einer Basilica minor. Die Kirche wurde zwischen 1942 und 1943 renoviert.

## Beschreibung
Die Kathedrale besitzt ein einziges Kirchenschiff, über dem Altarraum erhebt sich eine zylindrische Kuppel. An allen Wänden befinden sich Pilaster mit korinthischen Kapitellen, die das Tonnengewölbe stützen. Zwei Nischenpaare in den beiden Wänden sind mit riesigen Heiligenstatuen von Giacinto Diano ausgestattet, die die Heiligen Hieronymus, Augustinus und Ambrosius sowie den Propheten Habakuk darstellen. An den Seitenwänden befinden sich klassizistische Altäre mit Malereien. Drei von ihnen haben auch Nischen mit Heiligenstatuen. Auf der rechten Seite des Kirchenschiffs befindet sich die Kapelle des Heiligen Sakraments. Die Stuckpartitur stammt von Alessandro Terzani, die den Übergang vom Barock des späten achtzehnten Jahrhunderts zum frühen klassischen Stil zeigt. Der Chor ist mit einem majestätischen Altar aus polychromem Marmor ausgestattet, in der Mitte mit der ursprünglichen Statue der Heiligen Jungfrau von der Brücke, dazu kommen zwei seitliche Gemälde. Die Gewölbefresken sind wieder ein Werk des neapolitanischen Malers Giacinto Diano. Die Fassade besitzt einen Portikus, der von der Balustrade überdacht ist. Die Außenwände sind aus Backstein gebaut.
Nach einem Erdbeben im Jahr 1985 wurde der Altarraum bei den jüngsten Restaurierungen den vom Zweiten Vatikanum vorgeschriebenen Regeln angepasst. 1996 wurde ein neuer Altar geweiht, 1997 wurde ein Ambo mit einem Marmoradler des Bildhauers Vito Pancella aus Lanciano und 1999 ein Taufbecken in der Nähe des Altarraums aufgestellt.

## Museum
Das Innere der Kathedrale wurde vor 2002 auch mit vielen anderen Werken wie Statuen, Leinwänden, monumentalen vergoldeten Holzkandelabern und Kristalllüstern geschmückt. Die Kronleuchter gingen 1943
verloren, während die anderen Werke von großem Interesse in die Sammlung des Diözesanmuseums überführt wurden. Unter diesen Werken befindet sich auch der „Schatz der Jungfrau von der Brücke“, der einen ganzen Saal des Museums einnimmt, bestehend aus der vergoldeten Steppdecke der Madonna, den zeremoniellen Bischofssoutanen, den sakralen Gegenständen und den Gold- und Diamantopfern der adligen Familien Lancianos, den fein gearbeiteten liturgischen Gewändern aus Metall und den Votivgaben an die Madonna.